# Konstantin XI. Paleolog
Konstantin XI. (grč. Κωνσταντῖνος Παλαıολόγος, Kōnstantĩnos Palaiológos, poznatiji pod nadimkom "Dragaš"; Carigrad, 9. veljače 1404. – Carigrad, 29. svibnja 1453.), bio je posljednji bizantski car (1448. – 1453.). Poginuo je u bitki za Carigrad koji je opsjela vojska turskog sultana Mehmeda II. Osvajača.

## Životopis

### Dolazak na carsko prijestolje i vladavina
Rodio se u carskoj obitelji Paleologa kao osmo od desetero djece cara Manuela II. i carice Jelene Dragaš. Vladao je od 1428. godine kao despot na Peloponezu, nakon čega je naslijedio svoga brata Ivana VIII. (1425. – 1448.) na carskom prijestolju. Zatekao je državu u općem rasulu i pred fatalnim kolapsom. Nakon teškog kršćanskog poraza kod Varne 1444. godine, Murat II. (1421. – 1444.) stekao je odlučujuću prednost pred slabim bizantskim snagama. I nakon tog katastrofalnog poraza, Konstantin XI. nastavio je s borbama u Grčkoj gdje je proširio svoju vlast na Fokidu i ostalu Grčku sve do Pinda. Njegove napore prekinuo je sultan Murat II. koji je 1446. godine provalio s velikom vojskom u Grčku i pokorio njene središnje dijelove. Turci su opustošili Moreju i odveli sa sobom 60 000 zarobljenika, a mir je zajamčen kada se, u to vrijeme despot, Konstantin obvezao na plaćanje danka.
Poslije neuspjeha u Grčkoj, Konstantin je preuzeo carsku krunu 1448. godine, nakon što je njegov brat Ivan VIII. umro bez potomaka. Vlast nad Morejskom Despotovinom prepustio je braći, Tomi i Demetriju. Crni dani za njegovu vladavinu nastupili su poslije smrti sultana Murata 1451. godine, kojeg je naslijedio Mehmed II. Osvajač, koji će svoj nadimak dobiti upravo činom osvajanja bizantske prijestolnice. Kada je sultan izgradio snažnu utvrdu Rumeli Hisar na Bosporu, u neposrednoj blizini carskog grada nije više bilo dvojbe oko osmanskih namjera. Konstantin XI. se stao energično pripremati na obranu grada, a istovremeno je polagao nade u pomoć za Zapada koja nije dolazila. Suočen s nastupajućom katastrofom, pokušao je obnoviti propalu crkvenu uniju te je papinski legat, kardinal Izidor 12. prosinca 1452. godine proglasio uniju u crkvi Aja Sofije i odslužio misu po rimskom obredu. Većina svećenstva i naroda bila je protiv unije s Rimom te je radije željelo prihvatiti tursku vlast.
Carstvo je bilo iznureno iznutra i svedeno gotovo na grad-državu, a vanjsko-političke okolnosti nisu mu išle na ruku. Na Sredozemlju je kralj Alfons V. Aragonski nastojao osvojiti Carigrad i obnoviti propalo Latinsko Carstvo, a na istoku je snažna osmanska sila jedva čekala osvojiti bizantsku prijestolnicu i srušiti ostatke Carstva.

### Pad Carigrada i smrt Konstantina XI.
Prije opsjedanja Carigrada, turski sultan Mehmed II. ponudio je Konstantinu Dragašu da bude emir Mistre, što je ovaj kategorički odbio. Konstantin koji se nije htio predavati bez borbe, nego je okupio vojsku za obranu grada, premda nije dobio veliku pomoć sa Zapada (nešto Ugara, Mlečana, Maltežana i dobrovoljaca iz Genove) jer i sam Zapad bio opterećen ratovima i problemima. Carigrad je za obranu na koncu imao oko 5000 grčkih i 2000 stranih branitelja, uz zastarjele bojne sprave, dok je protivnik imao 5 velikih topova te druge mnogobrojne bojne sprave koji su u dobroj mjeri presudili u korist Turaka. Mehmed II. imao je na raspolaganju oko 100 000 ratobornih Turaka. Krimski Tatari, ostatak Zlatne Horde obećali su sultanu vojnu pomoć ako Rusi ili Mađari pošalju svoju vojsku u obranu Carigrada.
U prvim danima travnja 1453. godine sultan Mehmed II. je izvršio opsadu Carigrada. Netom pred početak opsade, Bizanticima je stigao odred Genovežana pod vodstvom kapetana Giovannija Giustinianija. Pred odlučnu bitku koja će trajati puna 54 dana, odigrala se je pomorska bitka uz prijestolnicu koju su na početku dobili Grci da bi na kraju Turci uništili bizantsku pomorsku vojsku i sve njihove brodove. Grčki gubici bili su 35 velikih ratnih brodova te 100 manjih s 5.000 vojnika, turski gubici bili su 18 velikih brodova te 55 manjih uz 3.500 mrtvih vojnika.
Kopnena bitka bila je samo donekle neizvjesna jer nakon saznanja da pomoć sa zapada neće stići, poraz je bio očit. Turci prodiru u slabo branjeni dio grada koji je bio i slabo utvrđen pa je rupa koju je prouzročio top bila sudbonosna za pad Carigrada te tada biva odlučno skršen otpor branitelja koji su već bili na izmaku snaga. Sam car Konstantin XI. poginuo je u odlučnoj bitki za Carigrad sa 120 konjanika te 200 pješaka u zadnjem jurišu na neprijatelja pred glavnim vratima grada. Njegovo tijelo nikad nije pronađeno. Prije smrti skinuo je carske atribute (purpurni plašt i dr.) i borio se do posljednjeg trena poput ostalih vojnika. U grčkom narodu i danas postoji legenda da car Konstantin počiva ispod Zlatnih vrata grada i da će od tamo ustati i predvoditi kršćansku vojsku u oslobođenje Carigrada. Zbog vjerovanja u tu legendu Turci su zazidali Zlatna vrata.

## Vanjske poveznice
|  | Zajednički poslužitelj ima još gradiva o temi Konstantin XI. Paleolog |

- Konstantin XI. Paleolog Hrvatska enciklopedija
- Konstantin XI. (XII.) Paleolog Proleksis enciklopedija

| Konstantin XI. Paleolog Dinastija PaleologRođ. 8. veljače 1404. Umr. 29. svibnja 1453. |                                                   |                          |
| Vladarske titule                                                                       |                                                   |                          |
| prethodnik Ivan VIII. Paleolog                                                         | bizantski car 6. siječnja 1449.–29. svibnja 1453. | osmanlijsko osvajanje    |
| prethodnik Teodor II. Paleolog                                                         | morejski despot 1443.–1449.                       | nasljednik Toma Paleolog |